# Hegyközi Kisvasút

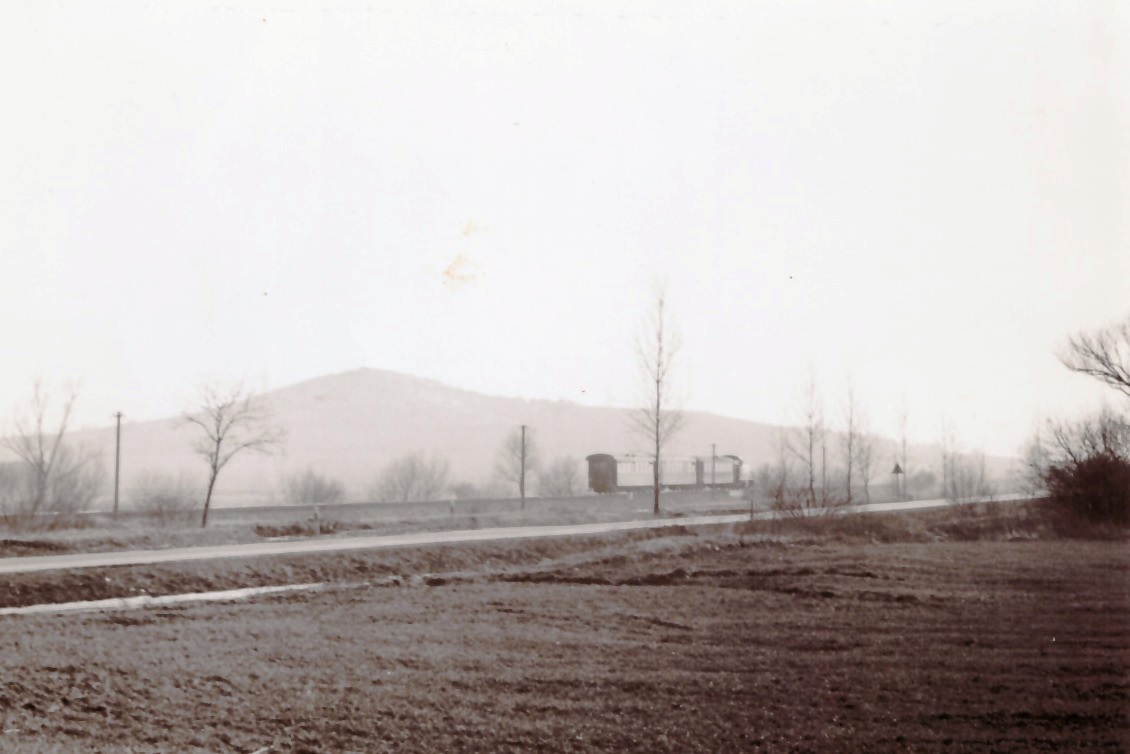
1972, Károlyfalva és Végardó között

A Bodrogköz-Hegyközi Kisvasút Északkelet-Magyarországon, Sátoraljaújhely, Füzérkomlós, és Zemplénagárd térségében működő keskenynyomtávú vasút volt. 1980 novemberében felszámolták, forgalmát közútra terelték.

## Történet
1913-ban adták át a Bodrogközi Gazdasági Vasút pályájának Cigánd-Királyhelmec közti első szakaszát, melyet hamarosan Sárospatakig hosszabbítottak (megépítve és 1914. januárban átadva a bodroghalászi kisvasúti Bodrog-hidat, majd Sárospatak Elágazástól Kenézlőig épült szárnyvonal. 1920-ban a trianoni békeszerződéssel elcsatolták Királyhelmecet, a fővonal végállomása Zemplénagárd lett.
Ugyancsak a békeszerződés hátrányos következményeként nagyon nehéz helyzetbe került a Hegyköz (Sátoraljaújhely térsége). Így aztán itt is tervek születtek a kisvasúti hálózat bővítésére. Legelőször 1924-ben a Sátoraljaújhely-Pálháza közti szakasz épült meg, az év végéig Pálházától Füzérkomlósig nyúlt a Hegyközi Vasút vonala.
A két vonal 1927-ben összeépült, és létrejött Magyarország leghosszabb összefüggő kisvasúti hálózata. Ennek legfontosabb lépéseként 1930-ban felépült a Balsai Tisza-híd, minek következtében Kenézlő és Balsa között is közvetlen vasúti összeköttetés jött létre. Balsán pedig a Nyíregyházavidéki Kisvasút (NyVKV) hálózatához kapcsolták a vonalat, így közvetlen összeköttetés jött létre Sátoraljaújhely, Sárospatak és Nyíregyháza között.
1938-ban Királyhelmec ismét Magyarországhoz került, a pályát visszaépítették. Ezt 1944-ben, a háború végének közeledtével ismét felszámolták. 1944 végén a németek felrobbantották a balsai hidat, a közvetlen vasúti összeköttetés megszűnt. A híd soha nem épült újjá, napjainkban is csak a romjai vannak meg, a kapcsolatot a közelmúltig komppal biztosították.
1949-ben államosították a két vasutat, a MÁV a Nyíregyházavidéki Kisvasúttal egyesítve Nyírbodrogi Kisvasút néven üzemeltette tovább a vonalakat. A félbeszakadt vonalrészeken hurokvágánnyal (Kenézlő Tisza-part és Zemplénagárd), illetve deltavágánnyal (Balsa Tisza-part) fordították meg a vonatokat.
1964-ben megszűnt a gőzvontatás, helyette Mk48 és Mk45 mozdonyok közlekedtek. A vasút ekkorra már kiemelkedő szerepet töltött be az itt élők életében. Jelentős volt mind a személy-, mind a teherforgalom, és a vasút is számos munkalehetőséget biztosított.
A kisvasút végzetét az 1968-as közlekedéspolitikai koncepció jelentette. 1976. december 31-én megszüntették az Elágazás-Zemplénagárd közti vonalat. 1980. november 29-én a megmaradt Füzérkomlós – Sárospatak – Kenézlő Tisza-part vonalat is felszámolták. Pár nappal később nekiláttak a vágányok felszedésének is. A vasút teljes hálózatát felszedték, de a MÁV tulajdonában lévő Hegyközi Kisvasúthoz korábban csatlakozó Pálházi Állami Erdei Vasúton az erdészet csak üzemszünetet rendelt el, majd a már a turizmus szolgálatában 1989-től kezdődően felújították és újra fölvették a rendszeres forgalmat. 1996-ban az erdei vasutat meghosszabbították Pálháza Iparteleptől Pálházáig, méghozzá a Hegyközi Vasút egykori nyomvonalán. Ez a szakasz sosem volt az erdei vasút tulajdona, így gyakorlatilag a Hegyközi Kisvasút egy rövid szakasza épült újra.
Jelenleg a kisvasútból a Pálháza-Pálháza Ipartelep közti szakasz van használatban, de már csak idegenforgalmi jelleggel, az erdei vasút részeként. Ezen kívül még néhány műtárgy (a legnagyobb a Sárospatak Bodroghalász városrésze mellett, a Bodrogon átívelő, vasszerkezetű kisvasúti Bodrog-híd) és töltésmaradványok emlékeztetnek az egykori kisvasútra. Bózsva és Sárospatak között a kisvasút nyomvonalára kerékpárút épült.

## Járműállomány
- Mk45 sor. mozdonyok
- Mk48 sor. mozdonyok
- Mk49 sor. mozdonyok
- C50 típusú mozdonyok
- Bax személykocsik
- Jah, Gah, Uba teherkocsik
- 3 db B-26 típusú mozdony

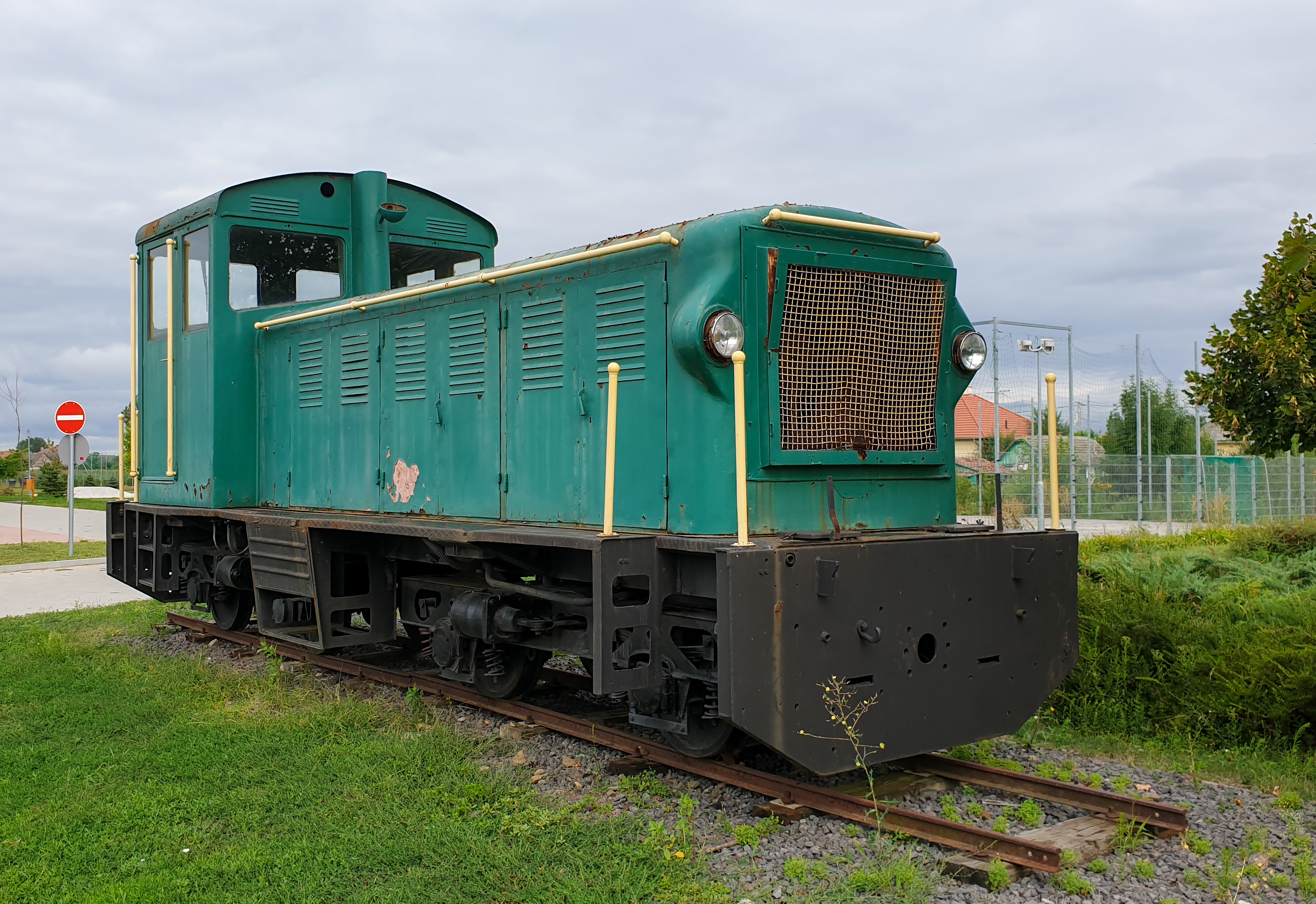
A kisvasút régi mozdonya Cigándon
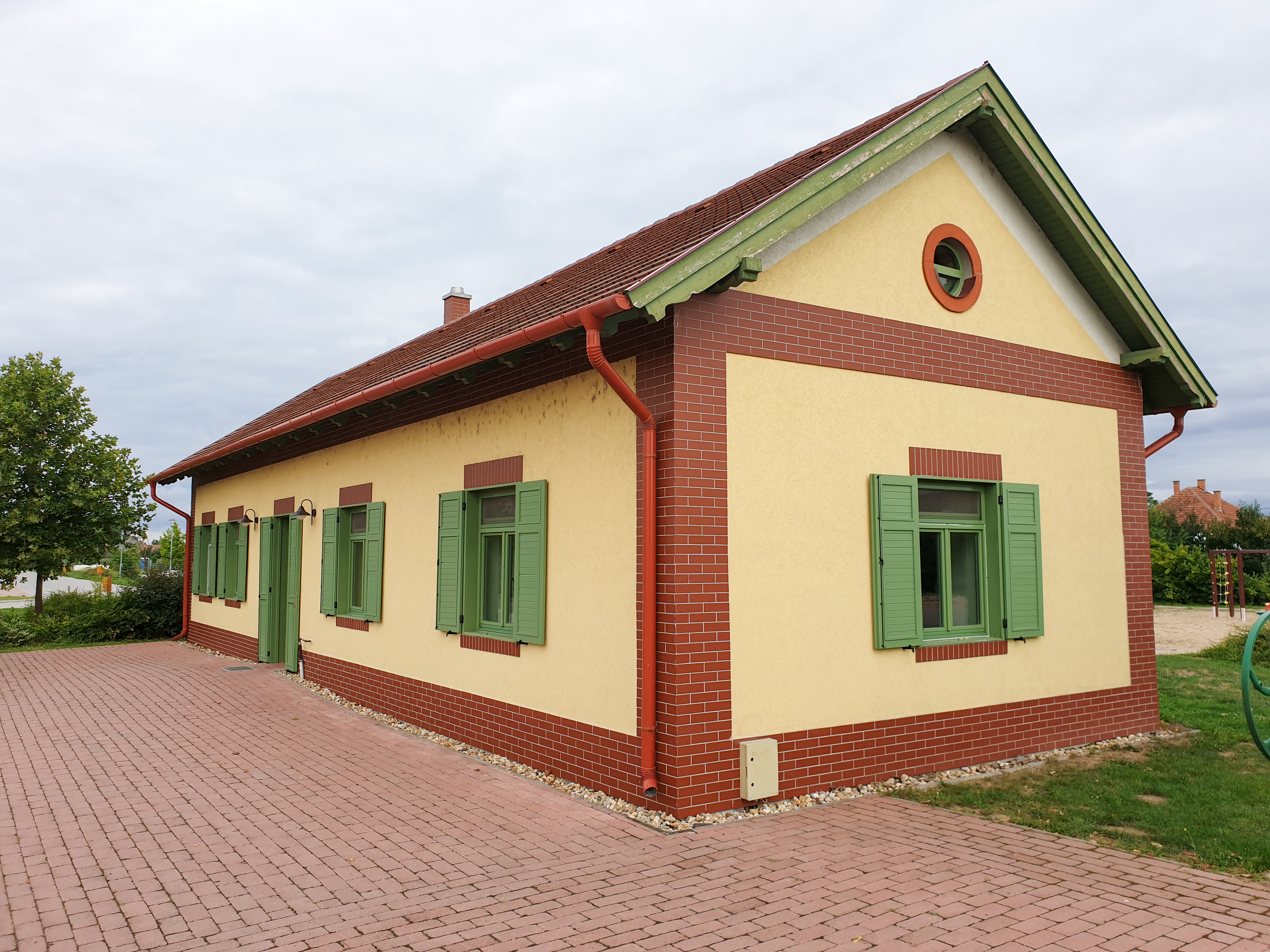
Az egykori cigándi vasútállomás

## Emlékezete
- 1971-ben A Hegyközi Vasút címmel (Rendező: Rácz Gábor, Szerkesztő: Rockenbauer Pál) film készült a kisvasútról, a Magyarország kisvasútjai című dokumentumfilm-sorozat részeként.
- A kisvasút feltűnik Rockenbauer Pál 1979-es Másfélmillió lépés Magyarországon című sorozatának első részében. (A kisvasútról a felvételek 1979. július 31-én készültek).
- A vonal által érintett települések egy részén még felfedezhetőek nemcsak az egykori vasútra utaló alépítmények, földművek. (például: a nyomvonal futásirányát jelölő töltések), de elvétve épületek, építmények is. Néhol pedig utcanév is őrzi a megszűnt kötöttpályás közlekedés emlékét, így például Cigánd belterületén is a 3814-es út e kisváros központja felé bevezető szakasza a Vasút utca nevet viseli. Sátoraljaújhely Széphalom nevű városrészében a felhagyott nyomvonal a Kisvasút utca nevet viseli.